# Triaenodes acanthus
Triaenodes acanthus is een schietmot uit de familie Leptoceridae. De soort komt voor in het Neotropisch gebied.